# Reinweißblütiger Salbei
Der Reinweißblütige Salbei (Salvia candidissima) ist eine Pflanzenart aus der Gattung Salbei (Salvia) in der Familie der Lippenblütler (Lamiaceae). 

## Merkmale
Der Reinweißblütige Salbei ist eine ausdauernde, krautige Pflanze, die Wuchshöhen bis 60, selten bis 90 Zentimeter erreicht. Der Stängel ist oft gelblichgrün. Die Tragblätter der Scheinquirle sind bis 1/3 so lang wie der Kelch. Die Spitzen der beiden seitlichen Kelchblätter und der Kelchoberlippe neigen sich zusammen. Die Krone ist 20 bis 30 Millimeter lang und weist am Grund der Unterlippe einige purpurne Flecken auf.
Die Blütezeit reicht von Juni bis Juli.
Die Chromosomenzahl beträgt 2n = 22.

## Vorkommen
Die Art kommt in Albanien, West-Griechenland, der Türkei, dem Irak und dem Iran auf Felsfluren vor.

## Nutzung
Der Reinweißblütige Salbei wird selten als Zierpflanze in Staudenbeeten und  Alpinenhäusern genutzt.